# Thiel-sur-Acolin
Thiel-sur-Acolin is een gemeente in het Franse departement Allier (regio Auvergne-Rhône-Alpes). De plaats maakt deel uit van het arrondissement Moulins. De gemeente telde op 1 januari 2022 1.036 inwoners.

## Geografie
De oppervlakte van Thiel-sur-Acolin bedroeg op 1 januari 2022 57,71 vierkante kilometer; de bevolkingsdichtheid was toen 18 inwoners per km².

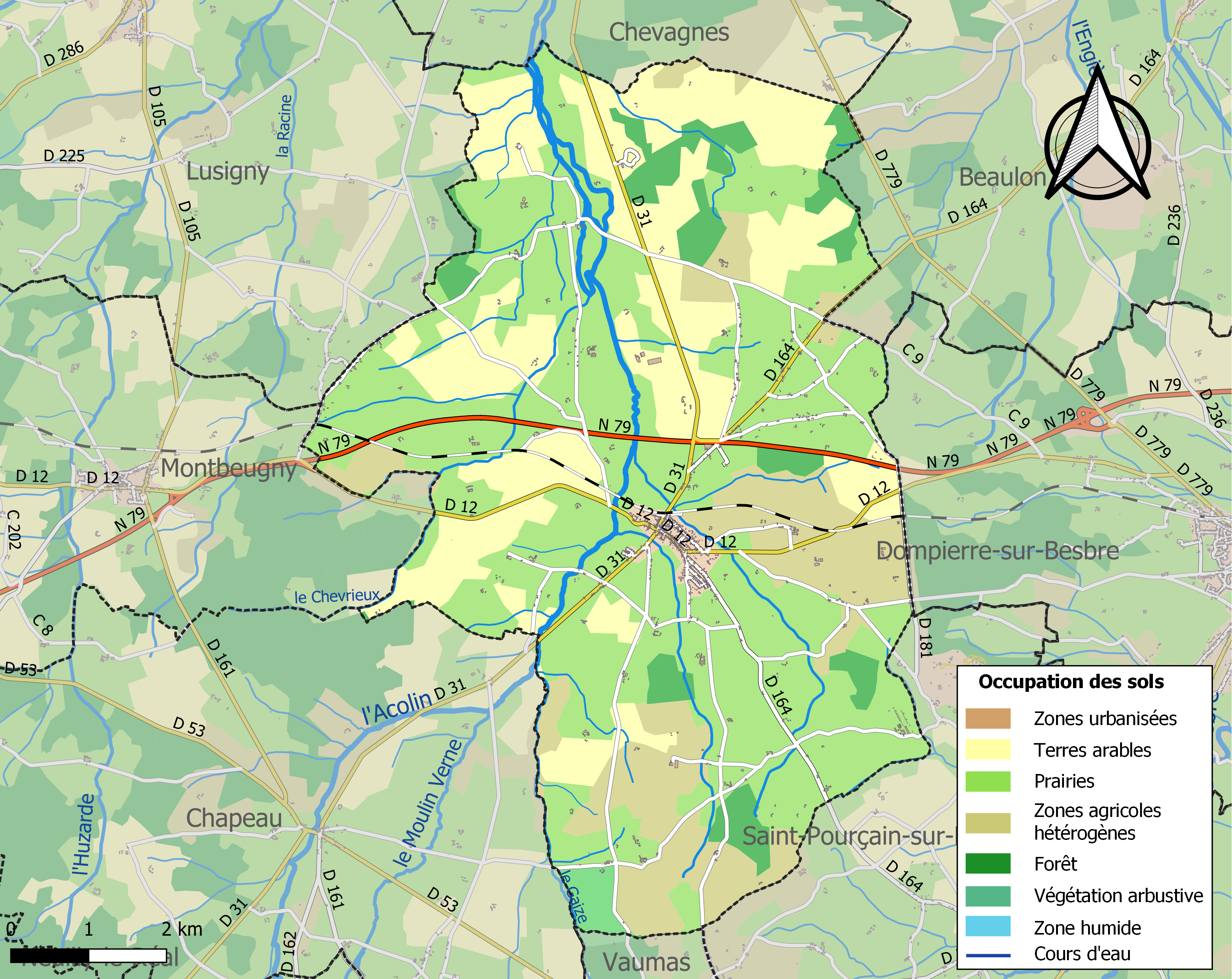
Kaart van de gemeente met de belangrijkste infrastructuur, bodemgebruik en omliggende gemeenten

## Demografie
Onderstaande figuur toont het verloop van het inwonertal (bron: INSEE-tellingen).
Vanwege een beveiligingsprobleem met de MediaWiki Graph-software is het momenteel niet mogelijk deze grafiek weer te geven. Zodra de software is bijgewerkt zal de grafiek vanzelf weer zichtbaar worden.